# Martin Stehlík
Martin Stehlík – czeski bokser, brązowy medalista Mistrzostw Czech 2013 w Jiczynie oraz Mistrzostw Czech 2014 w Pilźnie.
W sierpniu 2009 był uczestnikiem Młodzieżowych Mistrzostw Europy w Szczecinie. W 1/8 finału przegrał po dogrywce z Polakiem Dominikiem Polakiem, odpadając z rywalizacji.